# Oshinow Lake
Oshinow Lake är en sjö i Kanada.   Den ligger i provinsen British Columbia, i den sydvästra delen av landet, 3 700 km väster om huvudstaden Ottawa. Oshinow Lake ligger 415 meter över havet. Arean är 2,6 kvadratkilometer. Den sträcker sig 3,4 kilometer i nord-sydlig riktning, och 3,9 kilometer i öst-västlig riktning.
I omgivningarna runt Oshinow Lake växer i huvudsak barrskog. Runt Oshinow Lake är det mycket glesbefolkat, med 3 invånare per kvadratkilometer.